# Lijst van voetballers - A
Dit is een lijst van voetballers met een artikel op Wikipedia van wie de achternaam begint met de letter A.

## Aa
- Hans Aabech
- Kim Aabech
- Gerard Aafjes
- Carl Aage Præst
- Carlos Aalbers
- Redouan Aalhoul
- Colette van Aalst
- Mika Aaltonen
- Gert Aandewiel
- Patrick van Aanholt
- Mads Aaquist
- Naïm Aarab
- Hanny Aardse
- Mika Ääritalo
- Shane van Aarle
- Signy Aarna
- Max Aarons
- Rolando Aarons
- Brenden Aaronson
- Tor Hogne Aarøy
- Thijs Aarten
- Kees Aarts
- Alexander Aas
- Christopher van der Aat

## Ab
- Ilja Abajev
- Patrice Abanda
- Juan Abarca
- Luis Abarca
- Jacques Abardonado
- Ignazio Abate
- Abdulla Abatsiyev
- Samir Abbar
- Bassim Abbas
- Issah Abass
- Christian Abbiati
- Suleiman Abdullahi
- Jean-Marie Abeels
- Martijn Abbenhues
- Martin Abbenhuis
- Roberto Abbondanzieri
- Saïd Abbou
- Elvis Abbruscato
- Kassim Abdallah
- Ayman Abdelaziz
- Ahmed Abdel-Ghani
- Nacer Abdellah
- Mohamed Abdelwahab
- Mohamed Abdel Wahed
- Yassine Abdellaoui
- Yacine Abdessadki
- Almen Abdi
- Nacim Abdelali
- Mohammed Abdellaoue
- Mustafa Abdellaoue
- Aymen Abdennour
- Yacine Abdessadki
- Djamel Abdoun
- David Abdul
- Eric Abdul
- Rinat Abdulin
- Xhelil Abdulla
- Rafidine Abdullah
- Shehu Abdullahi
- Amodou Abdullei
- Besart Abdurahimi
- Hussain Abdulrahman
- Omar Abdulrahman
- Bunichiro Abe
- Kensaku Abe
- Shohei Abe
- Teruo Abe
- Toshiyuki Abe
- Yoshinori Abe
- Yoshiro Abe
- Yuki Abe
- Yuta Abe
- Yutaro Abe
- Théophile Abega
- Max Abegglen
- Nico Abegglen
- Aly Abeid
- Mehdi Abeid
- Damià Abella
- José Abella
- Bert Abels
- Dirk Abels
- Alon Abelski
- Laurent Abergel
- Éric Abidal
- Nabil Abidallah
- Ruslan Abishov
- Gert Abma
- Johan Abma
- Stanley Aborah
- Mohamed Abo Treka
- Vincent Aboubakar
- Hicham Aboucherouane
- David Abraham
- Amir Abrashi
- Sebastián Abreu
- Fabrice Abriel
- Cisse Aadan Abshir
- Mohammed Abu
- Mohammed Abubakari

## Ac
- David Accam
- Pietro Accardi
- Francesco Acerbi
- Miguel Aceval
- David Acevedo
- Eduardo Acevedo
- Anass Achahbar
- Rochdi Achenteh
- Frank Acheampong
- Yaw Acheampong
- Gabriel Achilier
- Ilzat Achmetov
- Eddy Achterberg
- Giorgio Achterberg
- John Achterberg
- Michiel Achterhoek
- Murat Acikgoz
- Milenko Ačimovič
- Elton Acolatse
- Alberto Acosta
- Antonio Acosta
- Franco Acosta
- Johnny Acosta
- Kellyn Acosta
- Lautaro Acosta
- Luciano Acosta
- Robert Acquafresca
- Afriyie Acquah
- Roberto Acuña

## Ad
- Adaílton
- Adalto
- Charlie Adam
- Karl Adam
- Law Adam
- Michel Adam
- Jozef Adamec
- Józef Adamek
- Jozef Adámik
- Roman Adamov
- Miloš Adamović
- Akeem Adams
- Che Adams
- Ferdinand Adams
- Michiel Adams
- Moses Adams
- Neil Adams
- Stephen Adams
- Tony Adams
- Tyler Adams
- Baba Adamu
- Antonio Adán
- Daniele Adani
- Wim Addicks
- Emmanuel Adebayor
- Olubayo Adefemi
- Ayodele Adeleye
- Albion Ademi
- Arijan Ademi
- Karim Adeyemi
- Mutiu Adepoju
- Ademilson
- Ademir
- Jason Adesanya
- Edgardo Adinolfi
- Dominic Adiyiah
- Adiel
- Eric Addo
- Joseph Addo
- Otto Addo
- Ransford Addo
- David Addy
- Cor Adelaar
- Frans Adelaar
- Bart Adelaars
- Fanendo Adi
- Endogan Adili
- Olcan Adın
- Madjid Adjaoud
- Sammi Adjei
- Sammy Adjei
- Bismark Adjei-Boateng
- Nigel Adkins
- René Adler
- Amine Adli
- Suzanne Admiraal
- Albert Adomah
- Krisztián Adorján
- Issam El Adoua
- Co Adriaanse
- Thomas Adriaensens
- Adrián
- Adriano Correia Claro
- Adriano Ferreira Martins
- Adriano Gerlin da Silva
- Adriano Leite Ribeiro
- Adriano Pereira da Silva
- Rainer Adrion
- Freddy Adu
- Enoch Kofi Adu
- Aritz Aduriz
- Dick Advocaat
- Admir Adžem
- Beslan Adzjindzjal
- Roeslan Adzjindzjal

## Ae
- Ermanno Aebi
- Silvan Aegerter
- Kristof Aelbrecht
- Tim Aelbrecht
- Romeo van Aerde
- Berry van Aerle
- Leon Aernaudts
- Maikel Aerts
- Miel Aerts
- Rudy Aerts

## Af
- Ibrahim Afellay
- Amin Affane
- François Affolter
- Harrison Afful
- Akram Afif
- Afonso Alves
- Benik Afobe
- Rabiu Afolabi
- Guilherme Afonso

## Ag
- Maria-Laura Aga
- Viktor Agardius
- Kossi Agassa
- Didier Agathe
- Michael Agazzi
- Chigozie Agbim
- Wisdom Agblexo
- Kuami Agboh
- Alfons Agbolosoo
- Wilfred Agbonavbare
- Gabriel Agbonlahor
- Simen Agdestein
- Mads Agesen
- Daniel Agger
- Julius Aghahowa
- Joseph Aghoghovbia
- Imanol Agirretxe
- Gilbert Agius
- Federico Agliardi
- Alfredo Aglietti
- Ansi Agolli
- Paul Agostino
- Laurent Agouazi
- Alloy Agu
- Felix Agu
- Ander Lafuente Aguado
- Xavier Aguado
- José Águas
- Rui Águas
- Juan Agudelo
- Sergio Agüero
- Abel Aguilar
- Antonio Aguilar Aguilera
- Miguel Aguilar
- Paul Aguilar
- Ruben Aguilar
- Carlos Aguilera
- Juan Carlos Aguilera
- Álex Aguinaga
- Javier Aguirre
- José Aguirre
- Ramón Aguirre Suárez
- Martín Aguirregabiria
- Kemy Agustien
- Sergio Aguza
- Daniel Kofi Agyei
- Dickson Agyeman

## Ah
- Achmed Ahahaoui
- Ali Ahamada
- Alami Ahannach
- Soufyan Ahannach
- Jakob Ahlmann Nielsen
- Per Egil Ahlsen
- Karim El Ahmadi
- Rahman Ahmadi
- Issam Ahmar El Hank
- Mustafe Ahmed
- Odil Ahmedov
- Joni Aho
- Jean-Eudes Aholou
- Daniel Ahumada

## Ai
- Tatsuya Ai
- Stefan Aigner
- Ilari Äijälä
- Shinya Aikawa
- Makan Aïko
- Aílton Gonçalves da Silva
- Aílton de Oliveira Modesto
- Pablo Aimar
- Mourad Ainy
- Bert Aipassa
- Fraser Aird
- Kenny Aird
- Marco Airosa
- Ismaïl Aissati
- Ayoub Ait Afkir
- Jamel Aït Ben Idir
- Karim Aït Fana
- Yakubu Aiyegbeni
- Takashi Aizawa

## Aj
- Abdul Jeleel Ajagun
- Wilson Ajah Ogechukwu
- Astrit Ajdarević
- Albian Ajeti
- Arlind Ajeti
- Oluwafemi Ajilore
- Mohammed Ajnane
- Ansar Ajoepov

## Ak
- Jamal Akachar
- Takafumi Akahoshi
- Taku Akahoshi
- Kanga Akale
- Shingo Akamine
- Jerry Akaminko
- Manuel Akanji
- Carlos Akapo
- Erdal Akdarı
- Nathan Aké
- Joost van Aken
- Marcel Akerboom
- Izzet Akgül
- Mehmet Akgün
- Yunus Akgün
- Tahir Akhamrame
- Masaru Akiba
- Tadahiro Akiba
- Masahiro Akimoto
- Michitaka Akimoto
- Murat Akın
- Tesho Akindele
- Igor Akinfejev
- Adebayo Akinfenwa
- Yutaka Akita
- Jan van den Akker
- Gerrit Akkermans
- Jan Akkersdijk
- Sofian Akouili
- Chadrac Akolo
- Jean-Louis Akpa Akpro
- Jean-Daniel Akpa-Akpro
- Joseph Akpala
- Hope Akpan
- Daniel Akpeyi
- Kevin Akpoguma
- Chuba Akpom
- Nashat Akram
- Nassim Akrour
- Mihkel Aksalu
- Amine Aksas
- Nikola Aksentijević
- Fahd Aktaou
- Kerem Aktürkoğlu
- Hamdi Akujobi
- Fatih Akyel

## Al

### Ala
- David Alaba
- James Alabi
- Pertti Alaja
- Furkan Alakmak
- Sofiane Alakouch
- Alan
- Oswaldo Alanís
- Alanzinho
- Deni Alar

### Alb
- Jordi Alba
- Mads Albæk
- Nicola Albani
- Spirydion Albański
- David Albelda
- Raúl Albentosa
- Tony Alberda
- Roland Alberg
- Gal Alberman
- Flórián Albert
- Erwin Albert
- Philippe Albert
- Michelangelo Albertazzi
- Alberto
- Suently Alberto
- René Alberts
- Robert Alberts
- Sjaak Alberts
- Roger Albertsen
- Demetrio Albertini
- Elvis Albertus
- Quentin Albertus
- Raúl Albiol
- Unai Albizua
- Norbert Alblas
- Miiko Albornoz
- Chris Albright
- Marc Albrighton

### Alc
- Paco Alcácer
- Paulino Alcántara
- Rafael Alcântara
- Thiago Alcántara
- Antolín Alcaraz
- Carlos Alcaraz
- Alceu
- Alcides
- Alcindo

### Ald
- Mohammed Al-Deayea
- Bennie Alders
- Gerald Alders
- Toby Alderweireld
- Adrián Aldrete

### Ale
- Alê
- Uota Ale
- Semese Alefaio
- Éder Aleixo
- Sjarhej Alejnikaw
- Aleksandar Aleksandrov (1975)
- Aleksandar Aleksandrov (1986)
- Serghei Aleksandrov
- Mihail Aleksandrov
- Branimir Aleksić
- Milija Aleksic
- Rati Aleksidze
- Alemão
- Ahmad Alenemeh
- Andrej Alenitsjev
- Dmitri Alenitsjev
- Malakai Alesana
- Romain Alessandrini
- Alessio Alessandro
- Alessandro Cambalhota
- Alessandro Nunes
- Alex Antônio de Melo Santos
- Alex de Souza
- Alex Lopes de Nasciment
- Alex Monteiro de Lima
- Alex Costa dos Santos
- Alex Raphael Meschini
- José Ramón Alexanco
- Eric Alexander
- Gary Alexander
- Keith Alexander
- Neil Alexander
- Daniel Alexandersson
- Niclas Alexandersson
- Alexandre Luiz Goulart
- José Alexandre Alves Lindo
- Georgios Alexopoulos

### Alf
- Alejandro Alfaro
- Wardy Alfaro
- Rob Alflen
- Miguel Alfonso Herrero

### Alg
- Steffen Algreen

### Alh
- Chaker Alhadhur
- Fahad Al-Hamad
- Masahudu Alhassan

### Ali
- Hussein Ali
- Shapoul Ali
- Yusef Ali
- Jérémie Aliadière
- Denis Alibec
- Oleksandr Aliejev
- Naser Aliji
- Jouko Alila
- Ezgjan Alioski
- Alípio
- Adnan Alisic
- Ibrahim Alışkan
- Alison
- Mehmed Alispahić
- Orkhan Aliyev
- Mohammed Aliyu Datti

### Alj
- Sami Al-Jaber

### Alk
- Rafael Alkorta

### All
- Ayyoub Allach
- Mohammed Allach
- Rachid Allachi
- Sami Allagui
- Allan
- Sam Allardyce
- Alexis Allart
- Marcus Allbäck
- Quincy Allée
- Zana Allée
- Massimiliano Allegri
- Hans Alleman
- Pierre Allemane
- Anton Allemann
- Joe Allen
- Dele Alli
- Rauno Alliku
- Agustín Allione
- Klaus Allofs
- Patrick Allotey
- Bernard Allou
- Soufiane Alloudi
- Daniel Allsopp

### Alm
- Pier Alma
- Guillermo Almada
- Thiago Almada
- Michael Almebäck
- Abner Felipe Souza de Almeida
- Arlette Almeida
- Elson do Rosario Almeida
- Hugo Almeida
- Leandro de Almeida
- Rafael Scapini de Almeida
- Richard Almeida de Oliveira
- Robert Almer
- Almir
- Almir Morais Andrade
- Miguel Almirón
- Sune Almkvist
- Anmar Almubaraki
- Manuel Almunia

### Aln
- Nicolas Alnoudji
- Ben Alnwick

### Alo
- Baptiste Aloé
- Ronny Aloema
- John Aloisi
- Ross Aloisi
- Aloísio Pires Alves
- Zlatan Alomerović
- Viktor Alonen
- Alejandro Alonso
- Àngel Alonso
- Carlos Alonso González
- Diego Alonso
- Juan Alonso
- Juan Alonso
- Marcos Alonso
- Marcos Alonso Imaz
- Miguel Ángel Alonso
- Mikel Alonso
- Jérôme Alonzo
- Xabi Alonso
- Paul Alo'o

### Alp
- Marco van Alphen

### Alq
- Yasser Al-Qahtani

### Als
- Ahmed Al Saadi
- Danilo Al-Saed
- Mohammad Al-Sahlawi
- Jim van Alst
- Khaled Al-Sumairi
- Henryk Alszer

### Alt
- José Altafini
- Sanaa Altama
- George van Altena
- Jeffrey Altheer
- Jozy Altidore
- Aureli Altimira
- Ahmet Altın
- Halil Altıntop
- Hamit Altıntop
- Ogün Altıparmak

### Alu
- Eniola Aluko
- Sone Aluko

### Alv
- Roberto Alvarado
- Guido Alvarenga
- Antonio Álvarez
- Arturo Alvarez
- Carlos Alvarez
- Cristian Álvarez
- David Álvarez Vázquez
- Éder Álvarez Balanta
- Edgar Álvarez
- Edson Álvarez
- Emilio Álvarez
- Enrique Álvarez Costas
- Kevin Álvarez
- Kily Álvarez
- Koldo Álvarez
- Leonel Álvarez
- Lorgio Álvarez
- Mario Álvarez
- Óscar Álvarez
- Oswal Álvarez
- Ricardo Álvarez
- Víctor Álvarez
- Álvaro
- John Alvbåge
- Christian Alverdi
- Alex Alves
- Aloísio Pires Alves
- Daniel Alves
- Diego Alves Carreira
- Magno Alves
- Marcos Paulo Alves
- Fernando Álvez

## Am
- Amedeo Amadei
- Flávio Amado
- Morgan Amalfitano
- Ioannis Amanatidis
- Hamisi Amani-Dove
- Danny Amankwaa
- Frank Amankwah
- Takashi Amano
- João Amaral
- Amaral
- Carlos Rafael do Amaral
- Quincy Amarikwa
- Amarildo de Jesus Santos
- Raúl Vicente Amarilla
- Amancio Amaro
- Daniel Amartey
- Nabil Amarzagouio
- Jordi Amat
- Amauri
- Jordan Amavi
- Amaya
- Armen Ambartsumyan
- Efe Ambrose
- Paul Ambrosi
- Massimo Ambrosini
- Jorge Ambuila
- Manuel Amechazurra
- Aruwa Ameh
- Marco Amelia
- Sammy Ameobi
- Shola Ameobi
- Paulo Americo
- Mawouna Amevor
- Jasper Ameye
- Mustafa Amezrine
- Carlo l'Ami
- Rémy Amieux
- Rewan Amin
- Mustafa Amini
- Nadiem Amiri
- Aleksandr Amisoelasjvili
- Loïc Amisse
- Ahmed Ammi
- Amar Ammour
- Isaac Amoah
- Matthew Amoah
- Patrick Amoah
- Paolo Amodio
- Daniel Amokachi
- Guillermo Amor
- Fernando Amorebieta
- Rúben Amorim
- Manuel Amoros
- Christian Amoroso
- Márcio Amoroso
- Nicola Amoruso
- Ben Amos
- Luke Amos
- César Arzo Amposta
- Nordin Amrabat
- Sofyan Amrabat
- Chadli Amri
- Mohamed Amroune
- Mohamed Amroune
- Jelte Amsing
- Kevin Amuneke
- Emmanuel Amunike

## An
- An Yong-hak

### Ana
- Anaílson
- Merouane Anane
- Franklin Anangonó
- Juan Luis Anangonó
- Jano Ananidze
- Ilias Anastasakos
- Pietro Anastasi
- Anestis Anastasiadis
- Yannis Anastasiou

### Anc
- Carlo Ancelotti

### And
- Miodrag Anđelković
- Wim Anderiesen
- Wim Anderiesen jr.
- Alexander Juel Andersen
- Erik Bo Andersen
- Henrik Andersen
- Eirik Ulland Andersen
- Joachim Andersen
- Jørn Andersen
- Kristoffer Andersen
- Lucas Andersen
- Peter Marius Andersen
- Poul Andersen
- Sebastian Andersen
- Stephan Andersen
- Torsten-Frank Andersen
- Trond Andersen
- Anderson
- Anderson
- Anderson
- Anderson
- Anderson
- Anderson
- Bobley Anderson
- Djavan Anderson
- Felipe Anderson
- Kenny Anderson
- Paul Anderson
- Peter Anderson
- Sonny Anderson
- Steven Anderson
- Viv Anderson
- Alex Timossi Andersson
- Anders Andersson
- Kennet Andersson
- Michael Andersson
- Nils Andersson
- Patrik Andersson (1967)
- Patrik Andersson (1971)
- Petter Andersson
- Roy Andersson
- Sebastian Andersson
- Sven Andersson
- Sven Tommy Andersson
- Darren Anderton
- Enzo Andía
- Marko Andić
- Masahiro Ando
- Jun Ando
- Shunsuke Ando
- Gaël Andonian
- Bruno Andrade
- Darwin Andrade
- Victor Andrade
- Federico Andrada
- Andradina
- Fred André
- Hans Henrik Andreasen
- Leon Andreasen
- Marcus Andreasson
- Marco Andreolli
- Keith Andrews
- Benjamin André
- Carolus Andriamatsinoro
- Anicet Andrianantenaina
- Faneva Ima Andriatsima
- Jef Andries
- Aad Andriessen
- Emile Andrieu
- Franko Andrijašević
- Oleksandr Andrijevskyj
- Stephan Andrist
- Vytautas Andriuškevičius
- Mariano Andújar

### Ane
- Chuks Aneke
- Nicolas Anelka
- Ype Anema
- Jerson Anes Ribeiro

### Ang
- Davy Claude Angan
- Benoît Angbwa
- José Ángel
- Juan Pablo Ángel
- Wilker Ángel
- Marcos Angeleri
- Arnor Angeli
- Antonio Angelillo
- Gabriele Angella
- Emil Angelov
- Stanislav Angelov
- Viktor Angelov
- Gilberto Angelucci
- Henk Angenent
- Nadine Angerer
- Martin Angha
- Jocelyn Angloma
- Demetrio Angola
- Benjamin Angoua
- Jesús Mariano Angoy
- Jesjua Angoy i Cruijff
- James Angulo
- Miguel Ángel Angulo
- Sergio Angulo

### Anh
- Pelé van Anholt

### Ani
- Jalil Anibaba
- Darko Anić
- Victor Anichebe
- Hannes Anier
- Henri Anier
- Kévin Anin
- Teodor Anioła
- Vurnon Anita

### Anj
- Aleksandr Anjoekov

### Ank
- Edwin van Ankeren
- Jakob Ankersen
- Peter Ankersen
- Andrija Anković

### Ann
- Lens Annab
- Anthony Annan
- Aivar Anniste
- Maxime Annys

### Ano
- Bernardo Añor
- Juan Pablo Añor
- Peter Anosike
- Léopold Anoul

### Anq
- Angelo Anquilletti

### Ans
- Eugene Ansah
- Cristian Ansaldi
- Karim Ansarifard
- Karl Ansén
- Ion Ansotegi

### Ant
- Taylan Antalyalı
- Roda Antar
- Henry Antchouet
- Luca Antei
- Charles Antenen
- Yorick Antheunis
- Aimé Anthuenis
- Giancarlo Antognoni
- Mathieu Antolini
- Álvaro Antón Camarero
- Filippo Antonelli
- Luca Antonelli
- Frédéric Antonetti
- Jarchinio Antonia
- Geraldo Alberto Antonio
- Luca Antonini
- Terry Antonis
- Francesco Antonioli
- Marcus Antonsson
- Mikael Antonsson
- Antony
- Rodney Antwi
- Daniel Antúnez
- Paraskevas Antzas

### Any
- Ikechi Anya

## Ao
- Dennis Aogo
- Kota Aoki
- Takeshi Aoki
- Takuya Aoki
- Yozo Aoki
- Fumiaki Aoshima
- Mohamed El Amine Aouad
- Houssem Aouar
- Dudu Aouate
- Mohammed Aoulad
- Naoaki Aoyama
- Toshihiro Aoyama

## Ap
- Onyekachi Apam
- Mitch Apau
- Koulis Apostolidis
- Bram Appel
- Bruno Appels
- Gabriel Appelt Pires
- Jeroen Appeltans
- Pol Appeltants
- Dennis Appiah
- James Kwesi Appiah
- Kwesi Appiah
- Marcel Appiah
- Stephen Appiah

## Aq
- Alberto Aquilani
- Daniel Aquino
- Daniel Aquino Pintos
- Javier Aquino
- Maurizio Aquino
- Pedro Aquino

## Ar

### Ara
- Yiannis Arabatzis
- Giorgi Arabidze
- Rorys Aragón
- Víctor Aragón
- Carlos Aragonés
- Luis Aragonés
- Kenji Arai
- Kozo Arai
- Toru Araiba
- Paulus Arajuuri
- Zlatko Arambašić
- Guilherme Arana
- Shane Arana Barrantes
- Ian Araneta
- Jaime Arango
- Juan Arango
- Jesús Aranguren Merino
- Agustín Aranzábal
- Daniel Aranzubia
- Renato Arapi
- Árni Arason
- Jarosław Araszkiewicz
- Hiroki Aratani
- Clemerson de Araújo Soares
- José Eduardo de Araújo
- Luiz Araújo
- Néstor Araujo
- Sergio Araujo
- Victor Araujo
- Vinícius Araújo
- Hansell Araúz
- Jorge Aravena
- Orlando Aravena

### Arb
- Shlomi Arbeitman
- Álvaro Arbeloa
- Claudio Arbiza
- Níver Arboleda

### Arc
- Ramón Arcas Cárdenas
- Francisco Arce
- Mark Archdeacon
- Steve Archibald
- Luis Arconada

### Ard
- Henny Ardesch
- Osvaldo Ardiles
- Nicolas Ardouin

### Are
- Alphonse Aréola
- Jesús Arellano
- Anthony Arena
- Bruce Arena
- Kenny Arena
- Berry Arends
- Richard Arends
- Egidio Arévalo

### Arf
- Scott Arfield

### Ari
- Ari
- Ari
- Carlos Arias (1980)
- Carlos Arias (1956)
- Jafar Arias
- Santiago Arias
- Luca Ariatti
- Lorenzo Ariaudo
- Yener Arica
- Haruo Arima
- Kenji Arima
- Ko Arima
- Koji Arimura
- Fernando Aristeguieta
- Víctor Aristizábal
- Javier Arizmendi

### Ark
- Willem van der Ark
- Kari Arkivuo

### Arm
- Cihat Arman
- Sylvain Armand
- Franco Armani
- Chris Armas
- Wilson Armas
- Samuel Armenteros
- Pablo Armero
- Mohamed Armoumen
- Adam Armstrong
- Davy Armstrong
- Harrison Armstrong
- Keith Armstrong
- Stuart Armstrong

### Arn
- Adam Örn Arnarson
- Kári Árnason
- Francesc Arnau
- Davy Arnaud
- Loris Arnaud
- Marko Arnautović
- Göran Arnberg
- Frank Arnesen
- Philippe van Arnhem
- Graham Arnold
- Maximilian Arnold
- Grégory Arnolin
- Jean Arnolis
- Wolfram Arnthof
- Peter Arntz

### Aro
- Salvatore Aronica
- Mauricio Aros
- Arouca

### Arp
- Ján Arpáš
- Pegguy Arphexad

### Arr
- Jaime Arrascaita
- Jesús Arellano
- Alejandro Arribas
- Jairo Arrieta
- Paul Arriola
- Kepa Arrizabalaga
- Álvaro Arroyo
- Michael Arroyo
- Rodolfo Arruabarrena

### Ars
- Sjoerd Ars
- Faed Arsène
- Hervé Arsène
- Andrej Arsjavin
- Tolgay Arslan
- Dino Arslanagic
- Ole Martin Årst

### Art
- Mikel Arteta
- Masies Artien
- Luis Artime
- Pedro María Artola
- Alfons Arts
- Arno Arts
- Georges Arts
- Pius Arts
- Wouter Artz

### Aru
- Hans van Arum

### Arv
- Artsjil Arveladze
- Revaz Arveladze
- Sjota Arveladze

### Ary
- Bernard Aryee
- Kristof Arys

### Arz
- Santiago Arzamendia
- Daniel Arzani
- Vicente Arze
- Quiarol Arzú

## As
- Jeffrey van As
- Arif Asadov
- Noriaki Asakura
- Tamotsu Asakura
- Gerald Asamoah
- Kwadwo Asamoah
- Samuel Asamoah
- Kaoru Asano
- Takuma Asano
- Tetsuya Asano
- Ernest Asante
- Tomoyasu Asaoka
- Isaac Asare
- Nana Asare
- Satoru Asari
- Malchaz Asatiani
- Rafail Asbuchanow
- Carlos Ascues
- Gjermund Åsen
- Sergio Asenjo
- Juan Manuel Asensi
- Marco Asensio
- Billy Ashcroft
- Jimmy Ashcroft
- Corey Ashe
- Michio Ashikaga
- Dean Ashton
- Micheil Asjvetia
- Georgi Asparuhov
- Kajrat Asjirbekov
- Deniz Aslan
- Norair Aslanyan
- Elroy Asmus
- Georgi Asparuhov
- Iago Aspas
- Jonathan Aspas Juncal
- Mattias Asper
- Carlos Asprilla
- Faustino Asprilla
- Miguel Asprilla
- Yáser Asprilla
- Oussama Assaidi
- Jasin-Amin Assehnoun
- Patrick Asselman
- Ebenezer Assifuah
- Roberto de Assis Moreira
- Britt Assombalonga
- Benoît Assou-Ekotto
- Mathieu Assou-Ekotto
- Gai Assulin
- Gustavo Assunção
- Paulo Assunção
- Fernando Astengo
- Davide Astori
- Prince Asubonteng
- Tony Asumaa

## At
- Youcef Atal
- Ataliba
- Stefanos Athanasiadis
- Valentin Atangana
- Fatih Atık
- Maarten Atmodikoro
- Thimothée Atouba
- Yazid Atouba
- Christian Atsu
- Makoto Atsuta
- Billel Attafen
- Nana Attakora
- Joseph Attamah
- Raymond Atteveld
- Godwin Attram
- Eric Atuahene

## Au
- Adil Auassar
- Pierre-Emerick Aubameyang
- Willy Aubameyang
- Fabien Audard
- Johan Audel
- Yves Audoor
- René Aufhauser
- Klaus Augenthaler
- Thomas Augustinussen
- Augusto
- Augusto
- Filipe Augusto
- Andreas Augustsson
- Joseph Augustus
- Fábio Aurélio
- Marcos Aurelio
- Marcos Aurélio
- Mehmet Aurélio
- Serge Aurier
- Auro
- Jon Aurtenetxe
- Charlie Austin
- Rodolph Austin

## Av
- Roque Avallay
- Alen Avdić
- Denni Avdić
- Asmir Avdukić
- Felipe Avenatti
- Pascal Averdijk
- Berthil ter Avest
- Hidde ter Avest
- Arsen Avetisyan
- Ala Avia
- Eric Avila
- Irven Ávila
- Antony de Ávila
- Raúl Avilés
- Georgi Avramov
- Mich d'Avray

## Aw
- Theyab Awana

## Ax
- Patrick Ax
- Axel
- Amourricho van Axel Dongen
- Kurt Axelsson
- Nils Axelsson
- Iwan Axwijk
- Lion Axwijk

## Ay
- William Ayache
- Celso Ayala
- Roberto Ayala
- Yasin Ayari
- Levent Ayçiçek
- Okan Aydın
- Abdul Rahim Ayew
- André Ayew
- Jordan Ayew
- Kaan Ayhan
- Floyd Ayité
- Yassin Ayoub
- Jaime Ayoví
- Marlon Ayoví
- Walter Ayoví

## Az
- Federico Azcárate
- Ramon Azeez
- Ilir Azemi
- Thomas Azevedo
- Bilal Aziz
- Xabier Azkargorta
- Sardar Azmoun
- Randall Azofeifa
- Larry Azouni
- César Azpilicueta
- Hiroki Azuma
- Shiro Azumi
- Sofiane Azzedine

A · B · C · D · E · F · G · H · I · J · K · L · M · N · O · P · Q · R · S · T · U · V · W · X · Y · Z